# Un oubli moins profond
Un oubli moins profond è un'opera di Henri Bosco pubblicata nel 1961, a carattere autobiografico. È il primo volume di una trilogia di ricordi d'infanzia a cui fanno seguito Le Chemin de Monclar (1962) e Le Jardin des Trinitaires (1966), poi completata da "Mon Compagnon de songes" (1967). È divisa in sette parti.

## Trama
Bosco racconta la sua infanzia non seguendo un flusso ordinato di ricordi, ma vagabondando liberamente nel passato. L'inizio è quello della nascita, con i racconti che ne vengono fatti al bambino. L'ambiente è quello di Avignone, e della campagna circostante. Intorno al bambino si affollano figure femminili; mentre il padre appare un po' in disparte. Caratteristica di questo mondo d'infanzia è la permeabilità col mondo delle ombre, ossia dei morti, che i vivi percepiscono e con i quali entrano in contatto.  Contatto di totale naturalezza: il Gros Girard, che viene a importunare la moglie rimproverandole la sua generosità, è messo in fuga dalla nutrice Julie che lo fa vergognare dicendo che la moglie gli ha messo le corna. Oltre alla madre, alla moglie di Girard, alla nutrice Julie, abita la casa anche Tante Martine, che sarà la protagonista dell'omonimo romanzo.
Nella seconda parte, "Notturni", ritornano figure ed elementi che compaiono nei romanzi. Ad esempio l'âne culotte fa qui la sua comparsa, come l'asino in calzoni proprietario di un grasso venditore ambulante accusato di essere un “caraque”, ossia una specie di zingaro. Altri personaggi curiosi sono rappresentati da Mme Soubre che aveva un negozio in cui vendeva merce di contrabbando e i curiosi personaggi circensi: il clown Babinello che non voleva che suo figlio facesse il suo stesso mestiere e quindi gli teneva nascosta la verità ma quando suo figlio viene a sapere la verità si suicida, il trapezista, il giocoliere e tanti altri personaggi che appaiono anche nei suoi altri romanzi.
La sezione "Persino degli amori" tratteggia la delicatezza di un amore infantile, con una ragazzina inafferrabile, Cyprienne,  molto vicina alle altre figure femminili infantili o adolescenziali dei romanzi. "Familles" ricorda invece le vite avventurose dei suoi padri e nonni. "Un romanziere di sette anni" mostra la precoce vocazione di Bosco; mentre "E per finire" fa luce sul suo sentire religioso.

### Costanti tematiche
- Il dialogo col mondo delle ombre
- Figure dell'immaginario (L'asino Culotte)
- Figure dell'inquietudine: I Nomadi